# Zapovednik Norski
Zapovednik Norski (Russisch: Норский государственный природный заповедник) is een strikt natuurreservaat gelegen in de oblast Amoer in het Russische Verre Oosten. De oprichting tot zapovednik vond plaats op 2 februari per decreet (№ 136/1998) van de regering van de Russische Federatie en werd mede opgericht dankzij de steun van de Amoertak van het WWF. Zapovednik Norski heeft een oppervlakte van 2.111,68 km². Ook werd er een bufferzone van 98,68 km² ingesteld.

## Historie
De historie loopt terug tot aan 1981 toen er een botanische zakaznik van 26,9 km² opgericht om de schisandrabes (Schisandra chinensis) te beschermen. In 1984 volgde een zoölogische zakaznik van 2.140 km² die voorzag in de bescherming van de migratieroutes en kalvergronden van het Siberisch ree (Capreolus pygargus) en broedgebieden van zeldzame vogels. Dankzij het onderzoek van biologen en het WWF kon een wetenschappelijke onderbouwing gegeven worden om het gebied te verheffen tot zapovednik. De oprichting van Zapovednik Norski duurde tot in 1998. Hiermee werd het beschermingsniveau van de bestaande reservaten opgeschroefd.

## Kenmerken
Zapovednik Norski ligt in het noordoosten van de Amoer-Zeja-laagvlakte, ingeklemd tussen de rivieren Nora en Selemdzja. Het zuidelijke deel van het reservaat is vlak met subtiele glooiingen, terwijl het noordelijk deel heuvelachtiger is. De maximale hoogte in het gebied wordt bereikt op 370 meter boven zeeniveau. Biotopen die men hier kan aantreffen zijn naald- en gemengde bossen, hoogvenen, natte graslanden en riviervalleien. De belangrijkste bosvormende soorten in het reservaat zijn de Aziatische lariks (Larix gmelini) en verschillende soorten berken. Opmerkelijke plantensoorten zijn bijvoorbeeld de Siberische zuurbes (Berberis amurensis), Siberische ginseng (Eleutherococcus senticosus) en kleurrijke orchideeënsoorten als Cypripedium macranthos.

## Dierenwereld
In het reservaat zijn 38 soorten zoogdieren, 184 vogels en 30 vissen vastgesteld. Veelvoorkomende zoogdieren zijn bijvoorbeeld het eland (Alces alces), Siberische grondeekhoorn (Tamias sibiricus), sabelmarter (Martes zibellina) en bruine beer (Ursus arctos). De meren en rivieren zijn rijk aan vis, wat roofvogels als zeearend (Haliaeetus albicilla), visarend (Pandion haliaetus), steenarend (Aquila chrysaetos) en Blakistons visuil (Bubo blakistoni) aantrekt. Ook broeden er jaarlijks 4 à 5 broedparen van de zeldzame zwarte ooievaar (Ciconia nigra). Andere vermeldenswaardige diersoorten zijn bijvoorbeeld de Siberische landsalamander (Salamandrella keyserlingii) en Japanse boomkikker (Hyla japonica).

## Siberisch ree
Een bijzonder fenomeen is de massale trek van het Siberisch ree door het reservaat. Ieder seizoen migreren 5.000 à 7.000 individuen door Zapovednik Norski, wat de grootste populatie trekkende Siberische reeën ter wereld is. In september migreert de hoofdmoot in zuidwestelijke richting door het gebied. Ter hoogte van Maltsev Loeg kan men tot 300 reeën per dag de rivier Nora over zien steken. In het voorjaar leggen de dieren in tegengestelde richting dezelfde route af.